# ثوم ثلاثي الأوراق
الثوم ثلاثي الأوراق (باللاتينية: Allium trifoliatum) نوع نباتي عشبي يتبع جنس الثوم من الفصيلة الثومية.

## الموئل والانتشار
ينتشر في بلاد الشام وتركيا وإيطاليا وفرنسا.

## مرادفات للاسم العلمي
- (باللاتينية: Allium subhirsutum subsp. trifoliatum (Cirillo) Arcang.)
- (باللاتينية: Allium subhirsutum var. trifoliatum (Cirillo) Batt. & Trab.)
- (باللاتينية: Allium graecum d'Urv.)
- (باللاتينية: Allium subhirsutum subsp. graecum (d'Urv.) K. Richt.)
- (باللاتينية: Allium trifoliatum subsp. hirsutum (Regel) Kollmann)
- (باللاتينية: Allium subhirsutum var. graecum (d'Urv.) Regel)
- (باللاتينية: Allium subhirsutum var. hirsutum Regel)
- (باللاتينية: Allium trifoliatum var. graecum (d'Urv.) Nyman)
- (باللاتينية: Allium trifoliatum var. sterile Kollmann)